# Hugo Andersson Mella
Hugo Andersson Mella, född 12 januari 2007, är en svensk fotbollsspelare (offensiv mittfältare) som spelar för IK Sirius i Allsvenskan.